# Hans Hermann (Grafiker)
Hans Hermann (* 25. Januar 1885 in Kronstadt, Siebenbürgen, Österreich-Ungarn; † 13. Februar 1980 in Hermannstadt, Siebenbürgen, Rumänien) war ein siebenbürgischer Maler, Grafiker, Zeichner und Kunsterzieher.

## Leben
Hans Hermann wurde in Kronstadt als Sohn des Bildhauers Friedrich Hermann geboren. Beide Eltern stammten aus der siebenbürgischen Stadt Schäßburg, ihre Vorfahren waren Handwerker und evangelische Pfarrer. Hermann lernte im Atelier des Vaters verschiedene Werkstoffe kennen und wurde zum Malen, Zeichnen und Modellieren angehalten.
In Kronstadt besuchte Hans Hermann die deutsche Volksschule und danach die ungarische staatliche Realschule. Zu seinen Zeichenlehrern gehörte auch der Pädagoge, Maler und Zeichner Ernst Kühlbrandt (1891–1975), zu dem er jedoch kein eigentliches Lehrer-Schüler-Verhältnis entwickelte. Das Gleiche gilt auch für andere Maler jener Zeit, wie Maler Carl Dörschlag (1837–1917), Octavian Smigelschi (1867–1912), Arthur Coulin (1869–1912) und Friedrich Miess (1854–1935), in deren Atelier Hans Hermann sich des Öfteren aufhielt.
Nach dem Abitur entschloss sich Hans Hermann für den Beruf des Zeichenlehrers, für den er sich durch ein Studium von 1903 und 1907 an der Abteilung für Zeichenprofessoren der Hochschule für bildende Kunst in Budapest (Képsömüvészeti Föiskola) vorbereitete. Dort war er unter anderem Schüler von László Hegedus, Tivadar Zemplényi und Aladar Edvi-Jllés. In Budapest legte er sein Lehrerexamen ab. Bis zum Ausbruch des Ersten Weltkriegs war er Lehrer am Mediascher Deutschen Gymnasium und von 1918 bis 1949 am deutschen Brukenthal-Gymnasium in Hermannstadt.

## Werk
Hans Hermanns Frühwerk ist mit der geschwungenen Linienführung und der flächigen Malweise des Secessionsstils gekennzeichnet. Die Zeichnung „Die Musik der Kronstädter Berge“ zeigt, dass ihm auch der Symbolismus nicht fremd war. Die Revolution in der bildenden Kunst, die Anfang des 20. Jahrhunderts stattfand, beschäftigte auch Hans Hermann, der sich mit den neuen Kunsttheorien auseinandersetzte. Er gelangte jedoch zu der Überzeugung, dass die abstrakte, gegenstandslose Kunst notwendigerweise in eine Sackgasse führen müsse. Trotzdem tragen einige seiner Werke wie z. B. der Holzschnitt „Friedhof in Poiana“ (1922) expressionistische Züge.
Den Ersten Weltkrieg erlebte Hans Hermann als freiwilliger k.k. Leutnant in Wolhynien und Istrien, damals Teile der österreichisch-ungarischen Monarchie. Das Kriegsgeschehen hat jedoch in seinem Œuvre – im Unterschied zu seinen Generationsgenossen Ludwig Hesshaimer, Hans Eder, Fritz Kimm – keine Spuren hinterlassen.
Nach seiner Niederlassung in Hermannstadt widmete sich Hermann vor allem dem Landschaftsbild, einem Genre, das hier bereits zur Tradition geworden war und beim Publikum gut ankam. Seine Landschaften sind realistisch und von einem romantischen Hauch umgeben. Außer unberührter Natur, vor allem winterlichen Gebirgslandschaften oder stimmungsvollen Herbstbildern, hat er auch Wahrzeichen der siebenbürgisch-sächsischen Orte sowie Städtebilder gemalt. Hinzu kommen Porträts sächsischer Bäuerinnen in der Tracht, die akribisch wiedergegeben sind, sowie Ausschnitte aus dem dörflichen Alltag.
Ein weiteres künstlerisches Feld war die Grafik. 1911 hatte er in Österreich eine Kupferdruckpresse gekauft, die lange Zeit hindurch die einzige dieser Größe in Ungarn und danach in Rumänien bleiben sollte. Er hat sich in allen Techniken des Metalldrucks versucht, aber auch im Holz- und Linolschnitt sowie im Steindruck. Die Motive seiner Grafiken sind die gleichen wie die seiner Ölmalerei.
Nach dem Zweiten Weltkrieg, nachdem Rumänien eine Volksrepublik wurde, übernahm Hermann den Vorsitz der Hermannstädter Filiale des Verbandes der bildenden Künstler, den er bis 1966 innehatte. Während der ersten Nachkriegsjahre malte er im dominierenden Stil des Sozialistischen Realismus Bilder von Arbeitern und LPG-Bauern, eine Phase, die er jedoch bald überwinden sollte. Danach kehrte er zu seiner altbewährten Malweise zurück, beteiligte sich an Ausstellungen im In- und Ausland und nahm zahlreiche Auszeichnungen entgegen.

## Ausstellungen
- 1921 – Erste Ausstellung in der Galerie Maison d’Art, Bukarest
- 1924 – Einzelausstellung in der Stadtgalerie Mediasch
- 1929, 1930 – Einzelausstellung in Blauen Haus, Hermannstadt (Sibiu)
- 1930, 1931 – Eigeneausstellung im Salon Amelang, Berlin und im „Verein bildender Künstler“, Berlin; anschließend im Artaria-Saal, Wien
- 1937 – Einzelausstellung in der Halle des Comedia-Theaters, Bukarest
- 1939 – Einzelausstellung im Dalles-Saal, Bukarest
- 1942 – Teilnahme an der Ersten großen Wanderausstellung „Deutsche Künstler aus Rumänien“ Neues Museum, Stuttgart; Kunstsaal in Saarbrücken, Diedenhofen/Elsaß-Lothringen (Veranstalter: Gauverband Württemberg des Volksbundes für das Deutschtum im Ausland im Ehrenmal der deutschen Leistung im Ausland)
- 1944 – Teilnahme an der Zweiten großen „Kunstausstellung. Deutsche Künstler aus Rumänien“, Künstlerhaus, Wien und Salzburg, danach im Großen Saal im Breslauer Schloss, Breslau
- 1947–1957 – Beteiligung an allen lokalen und regionalen Ausstellung des rumänischen Künstlerverbandes in Hermannstadt (Sibiu), Kronstadt (Brașov) und Klausenburg (Cluj-Napoca)
- 1955 – Große Werkschau als Einzelausstellung (150 Gemälde und Grafiken) im Fondul-Plastic-Saal, Bukarest
- 1952–1957 – Teilnahme an den offiziellen, repräsentativen rumänischen Kunstausstellungen in Bulgarien, Finnland, China, Argentinien, Mexiko und Albanien
- 1968–1979 – Beteiligung an den Regionalausstellung des Künstlerverbandes in Hermannstadt

## Auszeichnungen
- 1937 – Staatspreis für Graphik
- 1954 – Arbeitsmedaille (Medalia Muncii)
- 1965 – Medaille und Titel „Verdienter Künstler des Volkes“ für seine langjährige Tätigkeit als bildender Künstler
- 1968 – Verleihung des Arbeitsordens II. Klasse „für hervorragende Tätigkeit auf kulturellem und künstlerischem Gebiet“
- 1969, 1971, 1972, 1973 – Ehrendiplome des Kulturrats für seine Tätigkeit als bildender Künstler